# Rudecindo Ortega Mason
Rudecindo Ortega Masson (Temuco, Chile, 3 de junho de 1889 – Santiago, Chile, 12 de outubro de 1962) foi um político chileno, Presidente da Assembleia Geral das Nações Unidas em 1955.